# 恩派爾普雷里 (密蘇里州)
恩派爾普雷里（英語：Empire Prairie）是位於美國密蘇里州安德魯縣的鬼鎮。

## 歷史
恩派爾普雷里的郵局於1859年設立，其後於1905年停運。

## 地理
恩派爾普雷里所處的海拔為高於海平面333米（即1093英呎），而該地所採用的時區為UTC-6，即北美中部時區（CST）。同時該地設有夏令時間，為UTC-6調快一小時，即UTC-5（CDT）。